# Конрад (львівський єпископ)
Конрад (помер 16 березня 1390) — римсько-католицький священник, єпископ Львівський.

## Біографія
Можливо, був родом із Західної Європи.
Призначений другим єпископом (дата невідома). Немає інформації, коли і від кого він успадкував титул. Єпископом був до смерті 16 березня 1390, однак насправді працював у Римській Курії.